# Бородавчатый тритон
Бородавчатый тритон (лат. Paramesotriton chinensis) — вид амфибий из рода бородавчатых тритонов (лат. Paramesotriton) отряда хвостатых земноводных. Первоначально вид относился к роду восточноазиатских тритонов, но в 1935 году включён в отдельный род.

## Ареал
Центральный и Восточный Китай, включая провинции Чунцин, Аньхой, Чжэцзян, Хунань, Фуцзянь, Гуандун и Гуанси на высоте от 200 до 1200 метров над уровнем моря.

## Описание
Общая длина от 11 до 15 сантиметров. Кожа грубо-зернистая с выдающимся позвоночным хребтом. Хвост длиннее туловища, высокий и сжатый с боков, заканчивается тупым концом. Ноги хорошо развиты. Голова небольшая. Самцы мельче самок.
Цвет спины от тёмно-зеленого или оливково-серого до тёмно-коричневого, иногда с чёрными пятнами на теле и хвосте, а также мелкими оранжевыми точками, нерегулярно разбросанными по боковым поверхностям. Наземные формы часто имеют равномерно чёрную окраску. Брюхо сине-чёрное, с небольшими неравномерно расположенными оранжево-жёлтыми пятнами. В период размножения самцы имеют серебристо-белую полосу вдоль хвоста и распухшую клоаку.
Личинки имеют чёрную окраску.

## Образ жизни
Животные обитают в горных ручьях с проточной водой и каменистым дном. Помимо этого они могут жить на прилегающих территориях под камнями, древесными корнями и среди опавших листьев. В брачный сезон живут в воде, где демонстрируют характерное для всех бородавчатых тритонов агрессивное территориальное поведение.